# Bulbophyllum membranaceum
Bulbophyllum membranaceum là một loài phong lan thuộc chi Bulbophyllum.